# Hans Haas (Gewichtheber)
Hans Haas (* 17. Oktober 1906 in Wien, Österreich-Ungarn; † 14. Mai 1973) war ein österreichischer Gewichtheber. Er wurde 1928 Olympiasieger, gewann 1932 bei den Olympischen Spielen die Silbermedaille und wurde zudem 1930 und 1931 Europameister, immer im Leichtgewicht und immer im olympischen Dreikampf.

## Werdegang
Der gelernte Tischler Haas begann als Jugendlicher Anfang der 1920er-Jahre mit dem Gewichtheben. Er startete seine Laufbahn beim Athleten-Klub der Stadt Wien, wechselte schon bald zum Kraftsport-Klub der Wiener Zeitungen, dann zum Athleten-Klub D'Boeren Wien, dem Währinger AK „Herkules“ Wien und beendete seine Gewichtheberlaufbahn 1933 beim „Teutoburger“ AK Wien. Bereits mit 18 Jahren nahm er 1924 an der österreichischen Meisterschaft teil und belegte dabei im Leichtgewicht den 4. Platz. 1926 wurde er erstmals österreichischer Meister in der Leichtgewichtsklasse. Diesen Titel gewann er auch 1927, 1928 und 1930 im Leichtgewicht und 1933 im Mittelgewicht. 1927 stellte er bei einem Wettkampf in Marseille mit 128,5 kg im beidarmigen Stoßen des Leichtgewichts seinen ersten Weltrekord auf. Zeitweise hielt er danach gleichzeitig sieben Weltrekorde. Dazu ist zu bemerken, dass seinerzeit auch Weltrekorde in den einarmigen Übungen geführt wurden, nicht aber in den Mehrkämpfen.
1926 belegte Hans Haas bei den Deutschen Kampfspielen in Köln in einem Fünfkampf im Leichtgewicht mit 452,5 kg hinter dem Mannheimer Willi Reinfrank, der auf 455 kg kam und vor Kurt Helbig aus Plauen, der 445 kg erzielte, den 2. Platz. Dieser Wettkampf war in den Jahren 1925 bis 1927 weltweit einer der wichtigsten Wettkämpfe, weil in diesen Jahren keine Welt- oder Europameisterschaften durchgeführt wurden.
Bei den Olympischen Spielen 1928 in Amsterdam wurde er gemeinsam mit Kurt Helbig Olympiasieger, da beide mit 322,5 kg die gleiche Leistung im olympischen Dreikampf erbrachten und auch auf das Hundertstel Kilogramm gleich schwer waren. Vier Jahre später erreichte Hans Haas in Los Angeles mit 307,5 kg im olympischen Dreikampf nochmals einen zweiten Platz. Olympiasieger wurde in Los Angeles der Franzose Rene Duverger, der auf 325 kg kam.
1930 und 1931 wurde Hans Haas in München bzw. in Luxemburg auch Europameister im Leichtgewicht. In München verwies er dabei Rene Duverger und seinen Landsmann Robert Fein und in Luxemburg Kurt Helbig und den Ägypter Youssef auf die nächsten Plätze.
Hans Haas beendete seine Laufbahn nach dem Gewinn des österreichischen Meistertitels 1933. Er war ein fairer Sportsmann, der aber häufig seine Schwierigkeiten mit Funktionären hatte. Das beweisen seine häufigen Vereinswechsel und die Tatsache, dass er vom Österreichischen Gewichtheber-Verband wegen Beleidigung des Kampfgerichtes das ganze Jahr 1929 gesperrt worden war.

## Internationale Erfolge
| Jahr | Platz  | Wettbewerb                                          | Wettkampfart | Gewichtsklasse | Ergebnisse |
| 1926 | 2.     | Deutsche Kampfspiele in Köln                        | FK           | Leicht         | mit 452,5 kg (70-95-92,5-77,5-117,5), hinter Willi Reinfrank, VfK Mannheim, 455 kg (70-85-95-85-120) und vor Kurt Helbig, Plauen, 445 kg (70-87,5-92,5-80-115) |
| 1926 | 1.     | Turnier in Plauen                                   | FK           | Leicht         | mit 480 kg (72,5-100-97,5-80-130), vor Kurt Helbig, 435 kg (67,5-80-87,5-85-115)                                                                               |
| 1926 | 2.     | Turnier in Wien                                     | FK           | Leicht         | mit 472,5 kg (75-100-97,4-80-120), hinter Willi Reinfrank, 475 kg (75-90-97,5-90-125)                                                                          |
| 1927 | 1.     | Turnier in Marseille                                | OD           | Leicht         | mit 303,5 kg (80-95-128,5), vor Fernand Arnout, Frankreich, 287,5 kg (82,5-90-115)                                                                             |
| 1927 | 1.     | Intern. Meisterschaft der Tschechoslowakei in Brünn | OD           | Mittel         | mit 305 kg (85-95-125), vor Kostrba, Vrsovice, 277,5 kg |
| 1928 | Gold   | OS in Amsterdam                                     | OD           | Leicht         | mit 322,5 kg (85-102,5-135), gemeinsam mit Kurt Helbig, 322,5 kg (90-97,5-135), vor Fernand Arnout, 302,5 kg (85-97,5-120)                                     |
| 1930 | 1.     | EM in München                                       | OD           | Leicht         | mit 317,5 kg (87,5-100-130), vor Rene Duverger, Frankreich, 300 kg (92,5-90-117,5) und Robert Fein, Österreich, 292,5 kg (87,5-90-115)                         |
| 1931 | 1.     | EM in Luxemburg                                     | OD           | Leicht         | mit 317,5 kg (90-97,5-130), vor Kurt Helbig, 302,5 kg (87,5-90-125) und Youssef, Ägypten, 300 kg (90-90-120)                                                   |
| 1932 | Silber | OS in Los Angeles                                   | OD           | Leicht         | mit 307,5 kg (82,5-100-125), hinter Rene Duverger, 325 kg (97,5-102,5-125), vor Gastone Pierini, Italien, 302,5 kg                                             |

## Nationale Erfolge
| Jahr | Platz | Wettbewerb                     | Wettkampfart | Gewichtsklasse | Ergebnisse |
| 1924 | 4.    | Österr. Meisterschaft          | VK           | Leicht         | mit 355 kg, hinter Kurt Huber, KSC der Wiener Zeitungen, 372,5 kg, Karl Okrouhly, AK „Altona“ Wien, 366,75 kg und Andreas Stadler, SC „Komet“ Wien, 356,5 kg       |
| 1925 | 1.    | Österr. Junioren-Meisterschaft | VK           | Leicht         | mit 347,5 kg (72,5-92,5-72,5-110) |
| 1926 | 1.    | Wiener Meisterschaft           | FK           | Leicht         | mit 481,25 kg (77,5-92,5-92,8-77,5-120), vor Anton Zwerina, Währinger AK Wien, 457,5 kg und Anton Hangel, AK „Oswald“ Wien, 439,5 kg                               |
| 1926 | 1.    | Österr. Meisterschaft          | VK           | Leicht         | mit 412,75 kg (80-100-82,5-127,5), vor Karl Pipek, AK „D'Boeren“ Wien, 369 kg und Willy Etzenberger, AC „Siegfried“ Wien, 364,75 kg                                |
| 1927 | 1.    | Wiener Meisterschaft           | FK           | Leicht         | mit 480 kg (82,5-100-80-92,5-125), vor Anton Zwerina, 425 kg (//,5-85-72,5-80-110)                                                                                 |
| 1927 | 3.    | Wiener Meisterschaft           | OD           | Mittel         | mit 300 kg (85-95-120); hinter Karl Hipfinger, Währinger AK Herkules Wien, 330 kg (90-102,5-137,59) und Leopold Treffny, Währinger AK Wien, 312,5 kg 885-97,5-1309 |
| 1927 | 1.    | Österr. Meisterschaft          | VK           | Mittel         | mit 395 kg (80-102,5-82,5-130), vor Leopold Treffny, 387,5 (89-90-87,5-130) und Fritz Haller, Himberger AC, 382,5 kg (80-100-82,5-120)                             |
| 1928 | 1.    | Wiener Meisterschaft           | FK           | Mittel         | mit 515 kg8 (85-112,5-87,5-100-130) |
| 1928 | 1.    | Olympia-Qualif. in Wien        | OD           | Leicht         | mit 317,5 kg (80-102,5-135) (Weltrekord), vor Anton Hangel, 295 kg (880-95-120) und Leopold Treffny, 292,5 kg                                                      |
| 1928 | 1.    | Österr. Meisterschaft          | OD           | Leicht         | mit 305 kg, vor Heinrich Jeschek, AK D'Boeren Wien, 282,5 kg |
| 1930 | 1.    | Österr. Meisterschaft          | OD           | Leicht         | mit 320 kg (85-105-135), vor Rudolf Troppert, AC „Ursus“ Wien, 287,5 kg                                                                                            |
| 1931 | 1.    | Wiener Meisterschaft           | OD           | Leicht         | mit 302,5 kg (85-95-122,5), vor Robert Fein, 302,5 kg (95-92,5-115)                                                                                                |
| 1933 | 1.    | Österr. Meisterschaft          | OD           | Mittel         | mit 325 kg (85-105-135), vor Hans Gigl, Wien, 302,5 kg |

Erläuterungen
- OS = Olympische Spiele, EM = Europameisterschaft
- OD = olympischer Dreikampf, bestehend aus beidarmigem Drücken, Reißen und Stoßen; VK = Vierkampf, bestehend aus einarmigem Reißen, einarmigem Stoßen, beidarmigem Drücken und beidarmigem Stoßen; FK = Fünfkampf, bestehend aus einarmigem Reißen, einarmigem Stoßen, beidarmigem Drücken, beidarmigem Reißen und beidarmigem Stoßen
- Leichtgewicht, Gewichtsklasse bis 67,5 kg, Mittelgewicht, bis 75 kg Körpergewicht
- bis 1927 war in Österreich das freie und das unfreie Umsetzen gestattet. Athleten, die frei umsetzten, erhielten einen „Zuschlag“ von 10 % des gehobenen Gewichts
- „clean & jerk“ = beidarmiges Stoßen mit freiem Umsatz